# 聶勝瓊
聶勝瓊（？年—？年），北宋汴京女詞人、歌妓。

## 生平
儀曹李之問離開了長安的幕僚生活，到汴京改換職位。汴京的聶勝瓊，乃是名倡，資性慧黠，李之問見到後很是喜歡，兩人後來相戀。
朝廷調令將李之問調離汴京，二人痛哭，聶勝瓊在蓮花樓為他送別，唱一詞，末句為：「無計留春住，奈何無計隨君去。」，李之問因而多留一個多月，後由於李之問之妻來信相催而離開。李之問離開後，聶勝瓊因思念借徐月英的詩寫了一首《鷓鴣天》寄給李之問。詩詞情真意切，為李之問藏於箱子底下，李之問回家後其詩被李妻發現，李妻見她的詞為其感動，於是幫助丈夫出資將聶勝瓊娶回作妾。聶勝瓊到李家對李妻很是感謝，兩人相處十分和睦。

《綠窗新話》錄有其失調名一首，僅有二句。《全宋詞》僅有一首《鷓鴣天》。

## 近代作品
- 鄧麗君的《有誰知我此時情》即為聶勝瓊《鷓鴣天》之詞。
- 1990 劉美君 有誰知我此時情.

## 外部連結
- 《鷓鴣天》